# پاتریک اوسترهیج
پاتریک اوسترهیج (انگلیسی: Patrick Osterhage؛ زادهٔ ۱ فوریهٔ ۲۰۰۰) بازیکن فوتبال است.
وی همچنین در تیم‌های ملی فوتبال جوانان آلمان و جوانان آلمان بازی کرده‌است.